# Soceni (okręg Dolj)
Soceni – wieś w Rumunii, w okręgu Dolj, w gminie Tălpaș. W 2011 roku liczyła 407 mieszkańców.